# تاكاو هوريوتشى
تاكاو هوريوتشى (باليابانية: 堀内孝雄؛ بالكانا: ほりうち たかお) هو مغن مؤلف وملحن ياباني، ولد في أكتوبر 1949 في أبينو-كو في اليابان.

## وصلات خارجية
- الموقع الرسمي
- تاكاو هوريوتشى على موقع IMDb (الإنجليزية)
- تاكاو هوريوتشى على موقع ميوزك برينز (الإنجليزية)
- تاكاو هوريوتشى على موقع ديسكوغز (الإنجليزية)